# アーバンレイン
『アーバンレイン』 (URBAN REIGN) は、ナムコ（後のバンダイナムコゲームス）が2005年9月29日に発売したPlayStation 2用のゲームソフト。CERO：B（12才以上対象）。公式ジャンルは多人数格闘アクションゲーム。

## 概要
本作はナムコのゲームシリーズ『鉄拳』の素手格闘と『ソウルキャリバー』の武器格闘の要素に、“多人数ならではの革新的なゲームプレイ”をミックスさせ、これまでにない新しい格闘ゲームを生み出すことを目的に鉄拳シリーズとソウルシリーズのスタッフが互いに協力し合って制作が進められてきた作品である。
『スカイミッション』(SKY MISSION)、『パックマンワールド 20thアニバーサリー』(Pac-Man World: 20th Anniversary)、『デッド トゥ ライツ』（Dead to Rights）など製作、発売したナムコのアメリカ法人であるナムコ・ホームテック(Namco Hometek)も携わっている。
多人数という要素が加わったことにより、素手格闘では「ダブル攻撃」や「チーム攻撃」が、武器格闘ではパートナーからの武器のパスから、スムーズに流れるように繰り出す攻撃や武器の蹴り飛ばし、追い討ち攻撃といった操作が可能となっているが、格闘技ゲームでは当たり前の「ガード」が一切存在しないのが特徴である。
また、格闘ゲームとして必須の「60フレームのゲームプレイ」はもちろん、特定の敵をロックオンすることで、対戦格闘で見慣れたサイドビュー・カメラに変化し、精密なリーチの攻防が楽しめる「ターゲットロックカメラ」や、敵の体に駆け上がる立体的なアクションが可能な「ダイビング攻撃」、複数の敵に囲まれた際に自動的に近くにいる敵をサーチし攻撃する「ターゲットチェンジコンボ」や、簡単な操作でバラエティある格闘が楽しめる「部位ダメージシステム」など、新たなシステムが多数搭載されている。

## ストーリー
この世には2つの秩序がある。法により形を整えた「表」のそれと、不安・恐怖を糧とした「裏」のそれだ。アメリカ合衆国、グリーン・ハーバー。この都市は「裏」の秩序を我が手に握ろうと、数多くのギャング・組織が日々競り合いを繰り返している。
そんな所に「治安」たるものが満足に望めるはずが無い。「ウィリアム・ボーディン」の働きによりグリーン・ハーバーの要塞都市化が進んでも、治安は向上する事は無かった。
そこで事件は起こった。「ドウェイン・デイビス」率いるグリーン・ハーバー最大勢力のギャング・グループ「ザップス」のメンバー、KGが突如行方不明となったのだ。「ザップス」はチャイナタウンの若きリーダー、「リー・シュンイン」の仕業と食って掛かった。チャイナタウンの勢力拡大の一環としてKGをさらったと思ったのだ。グリーン・ハーバーの他のギャング達の見解も同様だった。
この誤解により組織ともどもピンチに陥ったシュンインは、1人の男を雇い、事態を乗り越えようと考えた。「ブラッド・ホーク」。フリーランスのボディガード。
この男が、後に起こるグリーン・ハーバーの未だ無い混乱を沈める決め手となる事は、彼自身を含め誰も予想できなかった。

## システム

### モード
- メインモード (MAIN MODE)
主人公「ブラッド・ホーク」を操作し、ストーリーを進めるモード。CHAPTERが3つ[1]に分けられ、合計で100のミッションを全てクリアしていかなければならない。中には、時間制限もあれば、部位破壊、パートナーが戦闘不能になる前に敵を全滅させるなどの条件が課せられるミッションもある。ストーリーを進めるごとに、モード内での主人公の技・他のモードなどがアンロック（解禁）される。1ステージ終わる毎に主人公の強化を行う事になり、計画的に数値を割り振らなければならない。ただし、ミッションは一度クリアするとリプレイできない。
- フリーモード (FREE)
メインモードで一度クリアしたミッションをアンロック済みのファイターで挑戦できる。成績はS・A・B・C・D・Eの6つのランクに評価される。ファイターの簡易プロフィールもある。
- チャレンジモード (CHALLENGE)
選んだキャラクターでの連続対戦モード。いわゆるサバイバルゲーム。試合数は、10から50まで選択できる。パートナーのチームプレイも可能。
- マルチプレイヤー (MULTIPLAYER)
CPUかプレイヤー同士による対戦やバトルロイヤルが楽しめるほか、制限時間内に障害物を破壊する競技的なゲームもある。ここでしかプレイできないステージもある。
- エクストラ (EXTRAS)
チュートリアルやプラクティスなどの練習モードに加え、ファイターのプロフィールが閲覧できる。プラクティスは操作やコンポの練習に最適。
- オプション (OPTIONS)
ボタンの割り当てやサウンドなど、ゲームに関する各種設定が変更できる。メインモードの難易度設定やオートセーブのオン／オフも、ここで変更できる。

### アクション
- 部位指定
このゲームには頭・上半身・下半身の3つの部位が設定され、攻撃時にそれらを指定し攻撃する事ができる。
- 打撃攻撃
単発・連続で殴る、または蹴る。ダウン追撃も可能。
- ニュートラルつかみ
射程の敵を掴む。掴んだ後は専用の打撃・投げをつなげて出す。
- 投げ攻撃
部位を指定して初めて発動。「パワーボム」等の投げは抱えながらダッシュを行う「投げダッシュ」が出来る（地形を利用して使うのが効果的）。
- ダッシュ
  - ダッシュ攻撃
部位指定してのダッシュからの打撃。
  - ダッシュ投げ
ダッシュ中タイミングよく投げコマンドを入力して発動可能。ボタンのみで移行できるキャラクターもいる。
  - 駆け上がり
敵・壁・パートナーを特定のキャラは駆け上がる事が出来る。途中コマンド入力で「ダイビング攻撃」（打撃）、「ダイビングコンボ」（連続打撃。複数の敵が近距離にいるときのみ）、「ダイビング投げ」（投げ。ダイビングコンボのフィニッシュにも使える）が出せる。
  - ダッシュ回避
前転・側転を行う。
- スペシャルアーツ
体力ゲージ（青）の下のゲージがダメージを受ける・攻撃を当てる事で必要な量が溜まったら消費して発動可。技を繰り出すものと自身のステータスを向上させるものがある。発動中は通常の打撃・投げを受け付けない。部位が指定されている。
- ダブル攻撃
2人の敵と正面で向かい合う・前と後ろに敵が一人ずついる時に出せる。敵の打撃などを受けると中断される。部位が指定されている。
- ロックオン
いわゆる注視。注視対象のキャラクターに向け攻撃・ダッシュを行うようになる。
- 行動不能状態
頭の上に黄色い星が回るエフェクトで表示される。通常攻撃を出すことはできない。敵から攻撃を連続で受ける、または破壊された部位に攻撃を受けるとこの状態になる。スペシャルアーツの発動かボタン連打で回復。
- 打撃避け
本作においてガードの代わりとして搭載された。その名の通り打撃を回避する（ボタン連打で連続）。投げには無力。
- 打撃返し
上記の応用。成功すれば避けた後に反撃する。無敵時間は無いので、複数の相手が周りにいる時は出すのを避けるべき。
- ジャスト打撃返し
行動不能状態時・空中にいる時、攻撃される直前に部位指定を行わずボタンを押し攻撃を回避。
- 投げ抜け
上記の投げ版。投げ・掴み・ダウン投げを狙われた部位を指定しボタンを押して回避。

〔注〕打撃避け・打撃返し・ジャスト打撃返し・投げ抜けには敵のスペシャルアーツゲージ減少効果がある。
- アピール
挑発し、行動不能状態(上記参照)の敵を呼び寄せる。
- 対パートナーコマンド
コンピューターのパートナーとゲームを進める時に使用。計5つ。
- チーム攻撃
パートナーと共に近距離で一人の敵と対面、または挟んでいる時発動可能。無敵時間があり、フリーモード時にも重宝。部位が指定されている。

- 武器使用
このゲームには全部で5つ武器の使用法がある。
- アイテム使用
行動中は無敵時間は無い。アイテムは使い捨てで、体力ゲージ、もしくはスペシャルアーツゲージを回復。

## 登場人物
ここでは、ゲームに登場するキャラクターの名称やキャラクタータイプ 、ステータス強化時の効果、得意武器、プロフィールなどを記載する。
※得意武器は、ゲームスタート時に所持している物を表記。"不明"、もしくは"なし"の場合は、その後ろに(None)と表記。
※"BD"は、誕生日、年齢を表記する。

### 主要人物

#### 主人公
ブラッド・ホーク (Brad Hawk) - BD 不明
- キャラクタータイプ (BATTLE STYLE) - 格闘技全般(All-Round)
- ステータス強化 (Status Type) - パワーアップ
- 得意武器 (default Weapon) - 不明 (None)
- 本作の主人公。シュンインの依頼を受け、この街にやってきた男。経歴不明だが、その実力は幾多の戦闘経験を感じさせる。

#### タッグ・パートナーとなる人物
CHAPTER2からはパートナーとタッグを組んで戦うミッションが多くなり、依頼者であるリー・シュンインをはじめ、一時はブラッドの敵として戦った9人も含めた10人が主人公・ブラッドのタッグ・パートナーとして新たなる敵との戦いに参戦することになる。
リー・シュンイン (Shun Ying Lee) - BD 2/23 (24歳)
- キャラクタータイプ (BATTLE STYLE) - 功夫(Kung Fu)
- ステータス強化 (Status Type) - 集中力アップ
- 得意武器 (default Weapon) - 中華剣 (Chinese Sword)
- 亡き父の跡を継いで中華街を仕切る剣の達人でもある美女。

グレン・クルーガー (Glen Kluger) - BD 2/11 (41歳)
- キャラクタータイプ (BATTLE STYLE) - パワー(Power)
- ステータス強化 (Status Type) - スーパーアーマー
- 得意武器 (default Weapon) - 鉄パイプ (Copper Pipe)
- ヘルズリージョンのリーダーで腕っ節の強さには定評がある。策謀に長けた執念深い男であり、60年代カルチャーに憧れを持っている。

ショウ・カドナシ (Sho Kadonashi) - BD 11/25 (34歳)
- キャラクタータイプ (BATTLE STYLE) - 空手(Karate)
- ステータス強化 (Status Type) - 奥義
- 得意武器 (default Weapon) - 木刀（長） (Long Wood Sword)
- カドナシ道場の師範。アメリカン・ドリームを求め、日本から渡米し空手の道場を開く。英語はあまり上手くない。

グリム (Grimm) - BD 4/13 (27歳)
- キャラクタータイプ (BATTLE STYLE) - ボクシング(Boxing)
- ステータス強化 (Status Type) - パワーアップ
- 得意武器 (default Weapon) - 不明 (None)
- プロレスにも手を出し始めたボクシングの元世界ランカー。外交的ではないため、力で周囲をまとめ上げるタイプ。

ドウェイン・デイビス (Dwayne Davis) - BD 12/17 (32歳)
- キャラクタータイプ (BATTLE STYLE) - ラッシュ(Rush)
- ステータス強化 (Status Type) - パワーアップ
- 得意武器 (default Weapon) - 有刺鉄線バット (Barbwire Bat)
- ザップスのリーダー。幼少期に家族を失ったがゆえ、仲間を重んじる。彼の人柄がザップスの基盤となっている。

ジェイク・ハドソン (Jake Hudson) - BD 10/3 (26歳)
- キャラクタータイプ (BATTLE STYLE) - レスリング(Wrestling)
- ステータス強化 (Status Type) - 奥義
- 得意武器 (default Weapon) - 不明 (None)
- アマチュア・レスリングで将来を嘱望されながら怪我でその道を断たれ、今は用心棒として日銭を稼いでいる。

トン・ユン・ブルークス (Tong Yoon Bulsook) - BD 9/30 (29歳)
- キャラクタータイプ (BATTLE STYLE) - ムエタイ(Muay Thai)
- ステータス強化 (Status Type) - パワーアップ
- 得意武器 (default Weapon) - 不明 (None)
- 母国でムエタイのチャンプになったこともある男。本来は一匹狼だが、食い詰めてギャングの抗争に手を貸している。

クリス・ボウマン (Chris Bowman) - BD 1/28 (23歳)
- キャラクタータイプ (BATTLE STYLE) - カポエラ(Capoeira)
- ステータス強化 (Status Type) - パワーアップ
- 得意武器 (default Weapon) - 金属バット (Steel Bat)
- 中流階級に育ち、カポエラ道場に通う。"中流階級"であることを馬鹿にしようものなら、キレた彼を嫌でも相手にしなければならなくなる。

デイスック・パーク (Dae-suk Park) - BD 10/5 (21歳)
- キャラクタータイプ (BATTLE STYLE) - テコンドー(Tae Kwon Do)
- ステータス強化 (Status Type) - 集中力アップ
- 得意武器 (default Weapon) - 不明 (None)
- テコンドーの使い手。孤独とゴシック系カジュアルを好む。常に1人で行動する彼の思考は読み取ることが出来ない。

アレックス・スタイナー (Alex Steiner) - BD 12/6 (26歳)
- キャラクタータイプ (BATTLE STYLE) - レスリング(Wrestling)
- ステータス強化 (Status Type) - パワーアップ
- 得意武器 (default Weapon) - バール (Crowbar)
- グリーンヒルの用心棒。学生時代にアメフトとアマレスに力を注いできたスポーツマンで実戦経験が豊富。

#### 敵として登場する主要人物
本作に登場する敵の中には、ボスクラスといってもおかしくないほどの能力を持ち合わせており、非常に厄介である。
強力な武器を所持しており、行動パターンがより強化され、パートナーがあっさりやられてしまうことが多くなる。これまでに得たあらゆるテクニックを駆使して闘っていく必要がある。
ナパーム99 (Napalm 99) - BD 9/2 (35歳)
- キャラクタータイプ (BATTLE STYLE) - 怪力(Mighty)
- ステータス強化 (Status Type) - スーパーアーマー＋回復
- 得意武器 (default Weapon) - スレッジハンマー (Sledgehammer)
- 刑務所帰りの連中を集め、アウトローズを作る。倫理観やポリシーとは縁遠く、暴動などの社会の混乱を好む。

ダグラス・マッキンジー (Douglas Mckinzie) - BD 7/1 (37歳)
- キャラクタータイプ (BATTLE STYLE) - サブミッション系総合格闘技(Submission)
- ステータス強化 (Status Type) - パワーアップ＋集中力アップ
- 得意武器 (default Weapon) - ハンターナイフ (Hunter's Knife)
- 軍規違反で軍を除隊した後、自らシャドウプラトゥーンを作る。暴力と混乱を好み、アンダーグラウンド勢力の依頼に応えている。

ゴーレム (Golem) - BD 5/19 (35歳)
- キャラクタータイプ (BATTLE STYLE) - 怪力(Mighty)
- ステータス強化 (Status Type) - パワーアップ＋スーパーアーマー
- 得意武器 (default Weapon) - 斧 (Axe)
- 試合中に対戦相手を殺してしまい、地下格闘の世界に身を移した元レスラー。誇りも人間らしさも捨て去ってしまった怪物。

リー・リンフォン (Lin Fong Lee) - BD 3/25 (22歳)
- キャラクタータイプ (BATTLE STYLE) - 功夫(Kung Fu)
- ステータス強化 (Status Type) - パワーアップ＋集中力アップ
- 得意武器 (default Weapon) - リンフォンの中華刀 (Lin Fong's Saber)
- シュンインが組織をまとめることに反発して家を出て行った実の弟。力を信奉し、冷酷な性格で姉シュンインとは対極の存在である。

シンカイ (Shinkai) - BD 9/18 (65歳)
- キャラクタータイプ (BATTLE STYLE) - マスター(Master)
- ステータス強化 (Status Type) - パワーアップ
- 得意武器 (default Weapon) - シンカイの日本刀 (Shinkai's Katana)
- 無心会の頭目で剣の達人。闇世界で名を知らぬ者がいない無心会と彼は、ある意味でアメリカン・ドリームの体現と言える。

#### 『鉄拳5』からのゲストキャラクター
マーシャル・ロウ (Marshall Law)
- キャラクタータイプ (BATTLE STYLE) - マーシャルアーツ(Marshall Arts)
- ステータス強化 (Status Type) - 奥義＋パワーアップ
- 得意武器 (default Weapon) - 不明 (None)
- マーシャルアーツの達人。かつて伝説の龍と呼ばれ、闘う料理人の異名を持つ男。

ポール・フェニックス (Paul Phoenix)
- キャラクタータイプ (BATTLE STYLE) - 柔道(Judo Based)
- ステータス強化 (Status Type) - 奥義＋パワーアップ
- 得意武器 (default Weapon) - 不明 (None)
- 自称・宇宙一の熱血格闘家。ロウとは永遠の修行友達である。

#### 女性キャラクター
メインモードでは一切登場しないが、フリーモードである条件を満たせば使用可能となる。
リリアン・エバンス (Lilian Evans) - BD 3/21 (20歳)
- キャラクタータイプ (BATTLE STYLE) - 功夫(Kung Fu)
- ステータス強化 (Status Type) - 集中力アップ
- 得意武器 (default Weapon) - 中華剣 (Chinese Sword)
- 中華街に暮らす女性。血縁こそないがシュンインの妹的存在で、彼女を慕い、目標として日々修行に励んでいる。

ケリー・ボウマン (Kelly Bowman) - BD 8/18 (21歳)
- キャラクタータイプ (BATTLE STYLE) - カポエラ(Capoeira)
- ステータス強化 (Status Type) - 集中力アップ
- 得意武器 (default Weapon) - 不明 (None)
- クリスの実妹でクリス同様、カポエラ使い。喧嘩と気の強さは兄譲り。頭の回転が速く、負けず嫌い。

ヴェイラ・ロス (Vera Ross) - BD 2/4 (24歳)
- キャラクタータイプ (BATTLE STYLE) - レスリング(Wrestling)
- ステータス強化 (Status Type) - 奥義
- 得意武器 (default Weapon) - 不明 (None)
- ジェイクの学生時代からの恋人で、彼女自身も元アマレスの選手。2人が喧嘩になると周囲は手がつけられなくなる。

#### 黒幕
ウィリアム・ポーディン (William Bordin) - BD 12/30 (53歳)
- キャラクタータイプ (BATTLE STYLE) - アマチュア(Amateur)
- ステータス強化 (Status Type) - パワーアップ＋集中力アップ
- 得意武器 (default Weapon) - なし (None)
- 事件の黒幕。市長であり、ボーディンセキュリティ社の有能な社長。次期州知事を狙う野心家であり、金、権力、名声の全てに執着している男。

### その他の登場人物
ブラッドをはじめとする主要人物の他に、ギャングやジム、道場の練習生、ヤクザやマフィアなどが登場する。
フリーモードなどのキャラクターセレクトの時には、そのキャラクターのところに合わせて△ボタンを押して選ばないと使用することはできない。

#### ストリートギャング (Street Gang)
街に巣くうカラーギャングたち。ヒップホップ・カルチャーを信奉するナスティを筆頭に、自己主張の強い4人のメンバーがいる。
ナスティ (Nas-Tii) - BD 10/24 (22歳)
- キャラクタータイプ (BATTLE STYLE) - ストリートファイト(Street)
- ステータス強化 (Status Type) - パワーアップ
- 得意武器 (default Weapon) - 金属バット (Steel Bat)
- 仲間意識を大切にし、コミュニティ内にしか関心がない。ヒップホップ・カルチャーの信奉者。

エム・シー (Em Cee) - BD 4/12 (21歳)
- キャラクタータイプ (BATTLE STYLE) - ストリートファイト(Street)
- ステータス強化 (Status Type) - 集中力アップ
- 得意武器 (default Weapon) - 金属バット (Steel Bat)
- リーダーを思っているのは自分だけ。言動は大げさでハッタリくさい。

リアル・ディール (Real Deal) - BD 1/8 (25歳)
- キャラクタータイプ (BATTLE STYLE) - パワー(Power)
- ステータス強化 (Status Type) - スーパーアーマー
- 得意武器 (default Weapon) - 不明 (None)
- 「ヒモ」になりたいと思っているが、格やマメさは持ち合わせていない。

タイ (Ty) - BD 5/7 (19歳)
- キャラクタータイプ (BATTLE STYLE) - ストリートファイト(Street)
- ステータス強化 (Status Type) - パワーアップ
- 得意武器 (default Weapon) - 金属バット (Steel Bat)
- 自分の信念を押し付けるタイプ。ライフスタイルへの干渉は、誰であろうとも容赦しない。

#### ヘルズリージョン (Hell's Legions)
グレン率いるヘルズリージョンのメンバー。彼を心酔するトルクは、グレンとの親友の間柄でもある。28～40歳とメンバーの年齢層は高い。
トルク (Torque) - BD 11/19 (40歳)
- キャラクタータイプ (BATTLE STYLE) - パワー(Power)
- ステータス強化 (Status Type) - パワーアップ
- 得意武器 (default Weapon) - スパナ (Wrench(S))
- グレンに心酔する部下であり、また無二の親友。

ロッド (Rod) - BD 7/22 (38歳)
- キャラクタータイプ (BATTLE STYLE) - ストリートファイト(Street)
- ステータス強化 (Status Type) - 集中力アップ
- 得意武器 (default Weapon) - ナイフ (Knife)
- キレやすい性格から、仲間からも刃物扱いをされている。

セス (Seth) - BD 6/3 (28歳)
- キャラクタータイプ (BATTLE STYLE) - パワー(Power)
- ステータス強化 (Status Type) - スーパーアーマー
- 得意武器 (default Weapon) - スパナ (Wrench(S))
- 勘違いでエリート気取りなため、少々仲間から煙たがられている節がある。

#### カドナシ道場 (Kadonashi Dojo)
カドナシ道場に通う門下生たち。空手家らしい風格と実力を身に付けたレジーを筆頭に、熱心に稽古に励む3名の門下生が登場する。
レジー・ブーン (Reggie Boone) - BD 3/15 (26歳)
- キャラクタータイプ (BATTLE STYLE) - 空手(Karate)
- ステータス強化 (Status Type) - パワーアップ
- 得意武器 (default Weapon) - スパナ (Wrench(S))
- 東洋的で禁欲的な世界に惹かれ、道場に通い始める。空手家らしい風格と実力を身につけている。

ザック・パーカー (Zach Parker) - BD 4/6 (23歳)
- キャラクタータイプ (BATTLE STYLE) - 空手(Karate)
- ステータス強化 (Status Type) - パワーアップ
- 得意武器 (default Weapon) - 木刀 (Wood Sword(S))
- 空手の攻撃性の高さにほれ込んでいるが、道場に通うきっかけは偶然見た格闘技のビデオだった。

コリン・ガードナー (Colin Gardner) - BD 1/7 (21歳)
- キャラクタータイプ (BATTLE STYLE) - 空手(Karate)
- ステータス強化 (Status Type) - スーパーアーマー
- 得意武器 (default Weapon) - 木刀 (Wood Sword(S))
- 友人の誘いで道場に通い始めたが、今では勧誘した友人以上に空手に入れ込んでいる。

#### よそ者たち (Outsiders)
ラグタウンに増え始めたよそ者たちの一団。リーダー的存在であるミゲルは、街を牛耳るための足がかりを求めている。
ミゲル・エステベス (Miguel Estevez) - BD 2/26 (23歳)
- キャラクタータイプ (BATTLE STYLE) - パワー(Power)
- ステータス強化 (Status Type) - パワーアップ
- 得意武器 (default Weapon) - 不明 (None)
- よそ者たちのリーダー的存在。なんとかこの街での足がかりを作ろうとしている。

ラモン・ペレズ (Ramon Perez) - BD 7/13 (27歳)
- キャラクタータイプ (BATTLE STYLE) - ストリートファイト(Street)
- ステータス強化 (Status Type) - パワーアップ
- 得意武器 (default Weapon) - 不明 (None)
- 何よりもパーティが大好きで、たとえ暴動でも騒げればそれでいいタイプ。

ホセ・ラミレス (Jose Ramirez) - BD 8/21 (20歳)
- キャラクタータイプ (BATTLE STYLE) - ストリートファイト(Street)
- ステータス強化 (Status Type) - 集中力アップ
- 得意武器 (default Weapon) - 不明 (None)
- 新参者扱いを受けている男。若さゆえ年上に従う甘さを持つ半面、限度を知らない危うさがある。

エミリオ・サンチェス (Emilio Sanchez) - BD 4/30 (23歳)
- キャラクタータイプ (BATTLE STYLE) - ストリートファイト(Street)
- ステータス強化 (Status Type) - スーパーアーマー
- 得意武器 (default Weapon) - 不明 (None)
- 大家族の中で育ち、そのマッチョな身体は肉体労働で培った。

#### ウエストサイドジム (Westside Gym)
グリムを輩出したウエストサイドジムに通うボクサーの卵やトレーナーたち。血の気の多い連中が集い、街の覇権をめぐる抗争に参画する。
BK - BD 5/13 (22歳)
- キャラクタータイプ (BATTLE STYLE) - ボクシング(Boxing)
- ステータス強化 (Status Type) - パワーアップ
- 得意武器 (default Weapon) - 不明 (None)
- ウエストサイドジム生。幼い時にグリムにボクサーの腕を見出され、ジムに通い始めた。

グレイブ・ディカ (Grave Digga') - BD 9/10 (23歳)
- キャラクタータイプ (BATTLE STYLE) - ボクシング(Boxing)
- ステータス強化 (Status Type) - 集中力アップ
- 得意武器 (default Weapon) - 不明 (None)
- ウエストサイドジム生。周囲が軽犯罪を繰り返す彼を更生させようとジムに通わせ始めたが、その点での効果は高くない。

ボーンズ (Boons) - BD 11/2 (58歳)
- キャラクタータイプ (BATTLE STYLE) - ボクシング(Boxing)
- ステータス強化 (Status Type) - パワーアップ
- 得意武器 (default Weapon) - 不明 (None)
- ウエストサイドジムの教育係兼雑用。若いころからボクシングで鍛え上げた肉体を維持し、ベトナム戦争を生き抜いた。

ブーマ (Booma) - BD 1/8 (30歳)
- キャラクタータイプ (BATTLE STYLE) - ボクシング(Boxing)
- ステータス強化 (Status Type) - 集中力アップ
- 得意武器 (default Weapon) - 不明 (None)
- ウエストサイドジム生。一応ボクシングジムに通っているが、それも喧嘩の技術向上のためという血の気の多い男。

#### ザップス (Zaps)
ドウェインがリーダーを務めるザップスのメンバーたち。彼らは強い絆で結ばれており、KGに関する今回の一件には怒りを隠せない。
バスタ (Busta) - BD 10/18 (20歳)
- キャラクタータイプ (BATTLE STYLE) - ラッシュ(Rush)
- ステータス強化 (Status Type) - パワーアップ
- 得意武器 (default Weapon) - 金属バット (Steel Bat)
- ドウェインを支配者として崇拝しており、その指示で何でも行う。組織ではなく個人のために動いている。

スパイダー (Spider) - BD 3/14 (21歳)
- キャラクタータイプ (BATTLE STYLE) - ラッシュ(Rush)
- ステータス強化 (Status Type) - 集中力アップ
- 得意武器 (default Weapon) - 金属バット (Steel Bat)
- ドウェイン、KGとは幼馴染であるがゆえ、ドウェイン同様に今回のことに怒りを隠せない。

ペイン・キラ (Pain Killah) - BD 6/28 (31歳)
- キャラクタータイプ (BATTLE STYLE) - ラッシュ(Rush)
- ステータス強化 (Status Type) - スーパーアーマー
- 得意武器 (default Weapon) - 金属バット (Steel Bat)
- ドウェインの部下で、その指示で何でも行う。年齢はドウェインに近く、格闘経験も多い。

KG - BD 12/25 (20歳)
- キャラクタータイプ (BATTLE STYLE) - ラッシュ(Rush)
- ステータス強化 (Status Type) - 集中力アップ
- 得意武器 (default Weapon) - スコップ (Shovel)
- ザップスの一員であり、天涯孤独の身。ドウェインを父親代わりに育ち、彼とともにストリートを生き抜いてきた。

#### アウトローズ (Outlaws)
刑務所上がりの者やお尋ね者など、暴力と犯罪の世界に生きる荒くれ者たちの集団。ナパーム99に率いられ、街での勢力を広げている。
GD-05 - BD 4/1 (30歳)
- キャラクタータイプ (BATTLE STYLE) - 怪力(Mighty)
- ステータス強化 (Status Type) - パワーアップ
- 得意武器 (default Weapon) - 狼牙棒 (Spiked Club)
- 刑務所の中でナパーム99と知り合い、出所後はその片腕として影響力を広げた。

DR-88 - BD 9/11 (28歳)
- キャラクタータイプ (BATTLE STYLE) - 怪力(Mighty)
- ステータス強化 (Status Type) - スーパーアーマー
- 得意武器 (default Weapon) - 狼牙棒 (Spiked Club)
- 刑務所のジムで出会って以降、ナパーム99の能力に一目置いている。

FK-71 - BD 12/29 (33歳)
- キャラクタータイプ (BATTLE STYLE) - 怪力(Mighty)
- ステータス強化 (Status Type) - パワーアップ
- 得意武器 (default Weapon) - 狼牙棒 (Spiked Club)
- 刑務所と社会の往復を繰り返す。名声などはすでに放棄し、あるのは世間への憎しみばかりである。

PT-22 - BD 5/18 (24歳)
- キャラクタータイプ (BATTLE STYLE) - 怪力(Mighty)
- ステータス強化 (Status Type) - スーパーアーマー
- 得意武器 (default Weapon) - スレッジハンマー (Sledgehammer)
- 子供の頃から少年院に出入りし、20歳で犯した犯罪で刑務所へ。四か月前に出所したばかり。

#### 私的軍隊集団シャドウプラトゥーン (Shadow Platoon)
マッキンジーが指揮する私的軍隊集団で、アンダーグラウンドで活躍する。構成員は、諸問題を起こして軍を除隊したドロップアウト組。
ジャック・ベイン (Jack Bain) - BD 6/1 (39歳)
- キャラクタータイプ (BATTLE STYLE) - サブミッション系総合格闘技(Submission)
- ステータス強化 (Status Type) - パワーアップ
- 得意武器 (default Weapon) - ナイフ (Knife)
- 組織の命令を絶対とし、個人的感情・倫理観は持ち合わせていない。
- KGを連れ去った誘拐犯でもあり、ドウェインにシュンインたちが誘拐したと誤解させるためにも、顔を隠す必要があった。

レイ・クーパー (Ray Cooper) - BD 17/31 (31歳)
- キャラクタータイプ (BATTLE STYLE) - サブミッション系総合格闘技(Submission)
- ステータス強化 (Status Type) - 集中力アップ
- 得意武器 (default Weapon) - ナイフ (Knife)
- 以前は軍隊に所属。戦績も上げるが、軍規違反で除隊。仲間を殺そうとして捕まった過去は隠している。
- KGを連れ去った誘拐犯。その正体はマッキンジーの命令を受けたシャドウプラトゥーンの男。計画通りに報復作戦を開始した。

ディラン・アンダーソン (Dillan Anderson) - BD 8/22 (39歳)
- キャラクタータイプ (BATTLE STYLE) - サブミッション系総合格闘技(Submission)
- ステータス強化 (Status Type) - パワーアップ
- 得意武器 (default Weapon) - ナイフ (Knife)
- 以前は軍の輸送部隊にいた。その過去を恥じており、この組織に充実感を得ている。

サミュエル・テイラー (Samuel Taylor) - BD 3/26 (29歳)
- キャラクタータイプ (BATTLE STYLE) - サブミッション系総合格闘技(Submission)
- ステータス強化 (Status Type) - 集中力アップ
- 得意武器 (default Weapon) - ナイフ (Knife)
- 以前は軍隊に所属していたらしいが、経歴は一切不明。彼自身も周囲に過去を隠している。

#### 無心会 (Mushi-Kai)
シンカイが率いる殺し屋たちの集団。実務の中核を担っているリキ、用心棒のリュウジら4人の構成員がラグタウンに乗り込んでくる。
リキ (Riki) - BD 2/14 (32歳)
- キャラクタータイプ (BATTLE STYLE) - 剣術(Samurai Sword)
- ステータス強化 (Status Type) - パワーアップ
- 得意武器 (default Weapon) - 日本刀 (Katana)
- 無心会の中核であり、組織のビジネス面をサポートする存在。現代的ヤクザの典型といえる。

マサ (Masa) - BD 4/21 (30歳)
- キャラクタータイプ (BATTLE STYLE) - 剣術(Samurai Sword)
- ステータス強化 (Status Type) - パワーアップ
- 得意武器 (default Weapon) - 日本刀 (Katana)
- 無心会の構成員。ガタイがよく、恐喝などもこなす。抗争処理などは彼の仕事になることが多い。

ヒロ (Hiro) - BD 11/15 (32歳)
- キャラクタータイプ (BATTLE STYLE) - 剣術(Samurai Sword)
- ステータス強化 (Status Type) - スーパーアーマー
- 得意武器 (default Weapon) - 日本刀 (Katana)
- 無心会の構成員。単純な性格で、数々の危ない要請に応えてきた。言ってしまうと鉄砲玉的存在。

リュウジ (Ryuji) - BD 5/26 (31歳)
- キャラクタータイプ (BATTLE STYLE) - 剣術(Samurai Sword)
- ステータス強化 (Status Type) - 集中力アップ
- 得意武器 (default Weapon) - 日本刀 (Katana)
- 用心棒的存在。日本では長身ゆえの威圧感を誇ったが、渡米後は無口に徹して威圧感を出そうと努力している。

#### テンジャオ (tin Jiao)
リンフォンに従い、中華街を去ることを選んだ不良たち。シュンインの父親の道場に通っていた者も多く、武術経験は一通り積んでいる。
イー・ウェイ・チェン (Ye Wei Cheng) - BD 9/14 (22歳)
- キャラクタータイプ (BATTLE STYLE) - 功夫(Kung Fu)
- ステータス強化 (Status Type) - パワーアップ
- 得意武器 (default Weapon) - 中華刀 (Chinese Saber)
- リンフォンの親友で行動を共にしている。いつでも親・兄弟・友人を裏切りかねない不気味さを持っている。

シャー・イン・ライ (Sha Yihg Lai) - BD 2/12 (25歳)
- キャラクタータイプ (BATTLE STYLE) - 功夫(Kung Fu)
- ステータス強化 (Status Type) - スーパーアーマー
- 得意武器 (default Weapon) - 中華刀 (Chinese Saber)
- リンフォンとつるんでいる。シュンインの父親の道場で知り合う。金が全てと信じて疑わず、金の為には仲間も売る。

ヤン・ジュン・クワン (Yan Jun Kwan) - BD 11/24 (21歳)
- キャラクタータイプ (BATTLE STYLE) - 功夫(Kung Fu)
- ステータス強化 (Status Type) - 集中力アップ
- 得意武器 (default Weapon) - 中華刀 (Chinese Saber)
- リンフォンとつるんでいる。リンフォンとは年齢が近く、話が合う。シュンインの父親の道場で知り合った。

## 使用武器
| 日本語名           | 英語名           | 強さレベル | 特徴                                                                                   | 備考                                               |
| ------------------ | ---------------- | ---------- | -------------------------------------------------------------------------------------- | -------------------------------------------------- |
| 鉄パイプ           | Copper Pipe      | 3          | 全長80cmの鉄パイプ。攻撃力は高くないが、扱いやすい。                                   | グレンの得意武器。                                 |
| 鉄パイプ（長）     | Galvanized Pipe  | 2          | 全長120cmの鉄パイプ。攻撃力は低い。ダウン中の的にもヒットする。                        |                                                    |
| 角材               | 2×4              | 2          | 全長70cmの角材。一度殴りつけると折れる。折れた切れっ端を投げつけることが可能。         |                                                    |
| 角材（長）         | 4×4              | 3          | 全長100cm。一度殴りつけると折れる。折れた切れっ端を投げつけることが可能。              |                                                    |
| 中華剣             | Chinese Sword    | 4          | 全長90cm。片手持ちの武器であるため、実際のリーチは長い。                               | シュンインの得意武器。                             |
| 中華刀             | Chinese Saber    | 4          | 全長90cmの刃に厚みのある中華刀。                                                       | 「テンジャオ」の専用武器。                         |
| リンフォンの中華刀 | Lin Fong's Saber | 6          | 全長90cm。通常の中華刀よりも攻撃力が高い。                                             | リンフォンの得意武器。                             |
| 有刺鉄線バット     | Barbwire Bat     | 4          | 全長90cm。有刺鉄線をバットに巻き付けて破壊力を高めている。                             | ドウェインの得意武器。                             |
| 金属バット         | Steel Bat        | 3          | 全長90cm。スチール製のバット。                                                         | 「ラグタウンにたむろするギャングたち」の得意武器。 |
| 木製バット         | Wood Bat         | 2          | 全長90cm。木製だけに攻撃力は低い。                                                     |                                                    |
| 木刀               | Short Wood Sword | 2          | 全長80cm。他の武器と比べると、威力は低い。                                             | 「カドナシ道場」の得意武器。                       |
| 木刀（長）         | Long Wood Sword  | 2          | 全長100cm。攻撃力は低いが、リーチが長く扱いやすい、                                    | カドナシの得意武器。                               |
| 日本刀             | Katana           | 6          | 全長80cm。切っ先が鋭い日本刀。攻撃力が非常に高い。                                     | 「無心会」の得意武器。                             |
| シンカイの日本刀   | Shinkai's Katana | 6          | 全長120cm。日本刀と同様に攻撃力が高い。                                                | シンカイの得意武器。                               |
| サイ               | Sai              | 3          | 全長40cmのナイフ系武器のひとつ。素早い攻撃が繰り出せるが、攻撃力はそれほど高くはない。 |                                                    |
| バタフライソード   | Butterfly Sword  | 3          | 全長40cmの短刀。ナイフ系武器に属しているため、素早い攻撃が繰り出せる。                 |                                                    |
| ナイフ             | Knife            | 3          | 全長30cm。ナイフ系武器の代表格。                                                       | 「シャドウプラトゥーン」の得意武器。               |
| ハンターナイフ     | Hunter's Knife   | 3          | 全長40cmの大型ナイフ。攻撃力は高くはない。                                             | マッキンジーの得意武器。                           |
| バタフライナイフ   | Butterfly Knife  | 3          | 全長30cmの折りたたみナイフ。全長は短いものの使い勝手はハンターナイフとほぼ同じ。       |                                                    |
| 狼牙棒             | Spiked Club      | 6          | 全長90cmのトゲが埋め込まれた棍棒。攻撃力が非常に高い。                                 | 「アウトローズ」の得意武器。                       |
| スレッジハンマー   | Sledgehammer     | 6          | 全長80cmの大型ハンマー。                                                               | ナパーム99の得意武器。                             |
| 斧                 | Axe              | 7          | 全長70cmの鉄製の斧。すべての武器のなかで最も攻撃力が高い。                             | ゴーレムの得意武器。                               |
| スパナ             | Short Wrench     | 3          | 全長40cmのスパナ。殴ると一撃で行動不能にできる。                                       | 「ヘルズリージョン」の得意武器。                   |
| スパナ（長）       | Long Wrench      | 3          | 全長60cmのスパナ。リーチが長く扱いやすい。ダウン攻撃に用いれば行動不能にできる。       |                                                    |
| バール             | Crowbar          | 3          | 全長80cmのバール。攻撃力とリーチは標準的だが使い勝手がいい。                           | アレックスの得意武器。                             |
| スコップ           | Shovel           | 5          | 全長80cmの大型ショベル。非常に攻撃力が高い。                                           | 「ザップス」KGの得意武器。                         |
| ビン               | Bottle           | 4          | 全長50cm。殴りつけたり地面に落とすと割れる。割れた後はナイフのように使える。           |                                                    |
| ヌイグルミ         | Stuffed Animal   | 1          | 全長50cmのクマのぬいぐるみ。手に持ったまま殴りつける。攻撃力は全武器中最低。           | ウェポンバトル（マルチプレイヤー）専用武器。       |
| トイハンマー       | Toy Hammer       | 1          | 全長70cmのおもちゃのハンマー。攻撃力は全武器中最低だが、使い勝手は悪くはない。         | ウェポンバトル（マルチプレイヤー）専用武器。       |
| トロフィー         | Trophy           | 4          | 全長50cmの優勝トロフィー。攻撃力が高く、ダウン攻撃として使用すると行動不能になる。     | ウェポンバトル（マルチプレイヤー）専用武器。       |
| 串焼き             | Kabob            | 2          | 全長70cmの美味しそうな串焼き。食べることはできず、フェンシングのように攻撃する。       | ウェポンバトル（マルチプレイヤー）専用武器。       |

## 備考
チートコマンド（隠しコマンド）が存在する。
タイトル画面でコマンドを入力し、成功するとチート有効の証として左上に「!」のアイコンが表示される。チートを解除したければもう一度入力し、それに成功すれば左上に「人型」のアイコンが表示される。
入力コマンドは8種類あり、全ての武器やキャラクターの使用や、同じキャラクターの対戦、2人同時プレイなどがある。